# Nati nel 1931/Novembre
| Questa pagina contiene informazioni ricavate automaticamente dalle voci biografiche con l'ausilio del template Bio e di un bot. L'aggiornamento è periodico e automatico e ricostruisce completamente la pagina. Se manca una persona in questa lista, sei pregato di non aggiungerla, ma accertati piuttosto che la sua voce biografica contenga il template Bio e che i dati anagrafici siano correttamente compilati. Se il template Bio manca, inseriscilo tu stesso o, in alternativa, metti l'avviso {{tmp\|Bio}} che ne segnala la mancanza. Se i dati riportati sono sbagliati, correggi direttamente la voce biografica; le modifiche saranno visibili in questa lista entro pochi giorni. Per chiarimenti vedi il progetto biografie. La lista contiene solo le 175 persone che sono citate nell'enciclopedia e per le quali è stato implementato correttamente il template Bio. Pagina aggiornata al 18 ago 2025. |

- 1º novembre - Giovanni Auletta Armenise, banchiere e dirigente d'azienda italiano († 2013)
- 1º novembre - Hernâni Ferreira da Silva, calciatore portoghese († 2001)
- 1º novembre - Bob Horn, pallanuotista statunitense († 2019)
- 1º novembre - Chosuke Ikariya, comico, attore e cantante giapponese († 2004)
- 1º novembre - Shunsuke Kikuchi, musicista e compositore giapponese († 2021)
- 1º novembre - Leonard Knight, artista statunitense († 2014)
- 1º novembre - Arne Pedersen, calciatore norvegese († 2013)
- 1º novembre - Matt Woods, allenatore di calcio e calciatore inglese († 2014)
- 2 novembre - Gérard Barray, attore francese († 2024)
- 2 novembre - Vinicio Nesti, cestista e allenatore di pallacanestro italiano († 2014)
- 2 novembre - Paolo Portoghesi, architetto e teorico dell'architettura italiano († 2023)
- 2 novembre - Don Walsh, oceanografo e esploratore statunitense († 2023)
- 2 novembre - Phil Woods, sassofonista statunitense († 2015)
- 3 novembre - Raffaello Cortesini, medico italiano († 2024)
- 3 novembre - Mustafa Dağıstanlı, lottatore e politico turco († 2022)
- 3 novembre - Chet Noe, cestista statunitense († 2025)
- 3 novembre - Gianfranco Rossi, scrittore e poeta italiano († 2000)
- 3 novembre - Monica Vitti, attrice italiana († 2022)
- 3 novembre - Miroslav Čtvrtníček, calciatore cecoslovacco († 2006)
- 4 novembre - Carlo Cresti, architetto e storico dell'architettura italiano († 2018)
- 4 novembre - Ferruccio Dalla Torre, bobbista italiano († 1987)
- 4 novembre - William Dodgin Jr., calciatore e allenatore di calcio inglese († 2000)
- 4 novembre - Erminia Ferrari, ex modella, costumista e scenografa italiana
- 4 novembre - Bernard Francis Law, cardinale e arcivescovo cattolico statunitense († 2017)
- 4 novembre - Cesare Mulé, giornalista, storico e politico italiano († 2021)
- 4 novembre - Nicola Raponi, storico italiano († 2007)
- 4 novembre - Imrich Stacho, calciatore cecoslovacco († 2006)
- 4 novembre - Bohdan Stashynsky, agente segreto sovietico
- 4 novembre - Miroslav Wiecek, calciatore cecoslovacco († 1997)
- 5 novembre - Sergio Larrain, fotografo cileno († 2012)
- 5 novembre - John Morris, avvocato e politico britannico († 2023)
- 5 novembre - Charles Taylor, filosofo canadese
- 5 novembre - Ike Turner, cantante e musicista statunitense († 2007)
- 6 novembre - Adriano Bernacchi, direttore della fotografia italiano († 2014)
- 6 novembre - Franco Castiglione, politico italiano († 2005)
- 6 novembre - Peter Collins, pilota automobilistico britannico († 1958)
- 6 novembre - Anne Fillon, storica francese († 2012)
- 6 novembre - Napoleón Flores, cestista filippino († 2012)
- 6 novembre - Ed Lucht, ex cestista canadese
- 6 novembre - Don Macintosh, cestista canadese († 1994)
- 6 novembre - Mike Nichols, regista, comico e produttore cinematografico tedesco († 2014)
- 6 novembre - Silvio Parodi Ramos, calciatore e allenatore di calcio paraguaiano († 1989)
- 6 novembre - Romano Stefanelli, pittore italiano († 2016)
- 6 novembre - Pál Várhidi, allenatore di calcio e calciatore ungherese († 2015)
- 7 novembre - Aldemar, calciatore brasiliano († 1977)
- 7 novembre - Romano Grassi, ex calciatore italiano
- 8 novembre - Ron Bissett, cestista canadese († 2015)
- 8 novembre - Bruno Franceschina, calciatore italiano († 2025)
- 8 novembre - Darla Hood, attrice statunitense († 1979)
- 8 novembre - George Maciunas, artista e architetto lituano († 1978)
- 8 novembre - Nikolaj Minev, scacchista bulgaro († 2017)
- 8 novembre - Mihai Nedef, cestista e allenatore di pallacanestro romeno († 2017)
- 8 novembre - Jim Redman, pilota motociclistico rhodesiano
- 8 novembre - Paolo e Vittorio Taviani, regista e sceneggiatore italiano († 2024)
- 8 novembre - Günter Thorhauer, calciatore tedesco orientale († 2007)
- 9 novembre - Whitey Herzog, giocatore di baseball e allenatore di baseball statunitense († 2024)
- 9 novembre - Erling Linde Larsen, calciatore danese († 2017)
- 9 novembre - Lia Levi, scrittrice, giornalista e superstite dell'Olocausto italiana
- 10 novembre - Marjory Gordon, infermiera, docente e scrittrice statunitense († 2015)
- 10 novembre - Don Henderson, attore britannico († 1997)
- 11 novembre - Alessandro Pizzorusso, giurista e costituzionalista italiano († 2015)
- 11 novembre - Thomas Shardelow, pistard sudafricano († 2019)
- 11 novembre - Pete Stark, politico statunitense († 2020)
- 12 novembre - Majida Boulila, attivista tunisina († 1952)
- 12 novembre - Dick Clair, attore e produttore televisivo statunitense († 1988)
- 12 novembre - Bob Crewe, cantautore e produttore discografico statunitense († 2014)
- 12 novembre - Frank Harrison, calciatore inglese († 1981)
- 12 novembre - Tat'jana Konjuchova, attrice sovietica († 2024)
- 12 novembre - Stanislav Lusk, canottiere cecoslovacco († 1987)
- 12 novembre - Norman Mineta, politico statunitense († 2022)
- 12 novembre - Mary Louise Wilson, attrice, cantante e commediografa statunitense
- 13 novembre - Adrienne Corri, attrice e saggista scozzese († 2016)
- 13 novembre - Antonio La Pergola, politico e giurista italiano († 2007)
- 13 novembre - Giorgio Adamo Muzzati, militare e scrittore italiano († 2009)
- 13 novembre - Tudor Postelnicu, militare e politico rumeno († 2017)
- 13 novembre - Katrin Schaake, attrice tedesca
- 13 novembre - Alessandro Staccioli, vescovo cattolico e missionario italiano
- 13 novembre - Gaetano Zappalà, giornalista, scrittore e poeta italiano († 1993)
- 14 novembre - Antonio Climati, direttore della fotografia e regista italiano († 2015)
- 14 novembre - Jacqueline Genton, modella svizzera († 2015)
- 14 novembre - Richard Murphy, canottiere statunitense († 2023)
- 14 novembre - Andrzej Nartowski, cestista polacco († 2003)
- 14 novembre - Maria Serraino, mafiosa italiana († 2017)
- 15 novembre - Michel Bardinet, attore e doppiatore francese († 2005)
- 15 novembre - Paul Ellingworth, ebraista e biblista britannico († 2018)
- 15 novembre - John Kerr, attore statunitense († 2013)
- 15 novembre - Mwai Kibaki, economista e politico keniota († 2022)
- 15 novembre - Pascal Lissouba, politico della Repubblica del Congo († 2020)
- 15 novembre - Giancarlo Marchese, scultore e pittore italiano († 2013)
- 15 novembre - Valeria Moriconi, attrice e doppiatrice italiana († 2005)
- 16 novembre - Luciano Bottaro, fumettista italiano († 2006)
- 16 novembre - José Casas Gris, calciatore spagnolo († 2010)
- 16 novembre - Mario Corti, calciatore italiano († 2020)
- 16 novembre - Pietro Dalio, calciatore italiano († 2007)
- 16 novembre - Vito Napoli, politico italiano († 2004)
- 16 novembre - Hubert Sumlin, chitarrista e cantante statunitense († 2011)
- 16 novembre - Roberto Viau, cestista argentino († 1971)
- 17 novembre - Robert Bober, giornalista e scrittore francese
- 17 novembre - Raimo Lindholm, cestista finlandese († 2017)
- 17 novembre - Glenn Lord, editore e curatore editoriale statunitense († 2011)
- 17 novembre - Pierre Nora, storico francese († 2025)
- 17 novembre - Anna Paola Zugni Tauro, storica dell'arte e scrittrice italiana († 2017)
- 18 novembre - Brian Birch, allenatore di calcio e calciatore inglese († 1989)
- 18 novembre - Barbara Darrow, attrice statunitense († 2018)
- 18 novembre - Brad Sullivan, attore statunitense († 2008)
- 19 novembre - Italo Corradino, calciatore italiano († 2024)
- 19 novembre - Harry Kesten, matematico statunitense († 2019)
- 19 novembre - Vassil, calciatore brasiliano († 1989)
- 20 novembre - Guido Almansi, anglista, scrittore e traduttore italiano († 2001)
- 20 novembre - Ayten Alpman, cantante turca († 2012)
- 20 novembre - Claudio Coccia, dirigente sportivo italiano († 2011)
- 20 novembre - Félix Markaida, calciatore spagnolo († 2008)
- 20 novembre - Wayne Moore, nuotatore statunitense († 2015)
- 20 novembre - Vicente Sartorius y Cabeza de Vaca, bobbista spagnolo († 2002)
- 21 novembre - Revaz Dogonadze, chimico sovietico († 1985)
- 21 novembre - Patrick Dougherty, vescovo cattolico australiano († 2010)
- 21 novembre - Giorgio Fachini, ex tennista italiano
- 21 novembre - Joyce Harrington, scrittrice statunitense († 2011)
- 21 novembre - Boris Kristančić, cestista e allenatore di pallacanestro jugoslavo († 2015)
- 21 novembre - Bruno Nattino, calciatore italiano († 2021)
- 21 novembre - Branislav Rajačić, allenatore di pallacanestro jugoslavo († 1992)
- 21 novembre - Jim Ringo, giocatore di football americano statunitense († 2007)
- 22 novembre - Bruno Burrini, sciatore alpino italiano († 2017)
- 22 novembre - Alena Chadimová, ex ginnasta ceca
- 22 novembre - Antons Justs, vescovo cattolico lettone († 2019)
- 22 novembre - Giuseppe Perasso, dirigente d'azienda italiano
- 22 novembre - Marcello Prando, attore, doppiatore e direttore del doppiaggio italiano († 2005)
- 22 novembre - Peter Sutton, cestista australiano († 1985)
- 22 novembre - Anton Tus, generale croato († 2023)
- 22 novembre - Demetrio Volcic, giornalista e politico italiano († 2021)
- 22 novembre - Sergio Zardini, bobbista italiano († 1966)
- 23 novembre - Ivo Brancaleoni, calciatore italiano († 2014)
- 23 novembre - Betty Brey, nuotatrice statunitense († 2015)
- 23 novembre - Allen Gilchrist, ex nuotatore canadese
- 23 novembre - Joel Antônio Martins, calciatore brasiliano († 2003)
- 23 novembre - Tosiwo Nakayama, politico micronesiano († 2007)
- 23 novembre - Hans Neuschäfer, calciatore tedesco († 2020)
- 23 novembre - Tony Bruni, cantante e attore teatrale italiano († 2009)
- 23 novembre - Karin Stoltenberg, politica e biologa norvegese († 2012)
- 24 novembre - Tommy Allsup, musicista e chitarrista statunitense († 2017)
- 24 novembre - Raffaele Colapietra, storico italiano († 2023)
- 24 novembre - Stan Jones, giocatore di football americano statunitense († 2010)
- 24 novembre - Maria Gabriela Llansol, scrittrice e traduttrice portoghese († 2008)
- 24 novembre - Umberto Tramma, vescovo cattolico italiano († 2000)
- 25 novembre - Nat Adderley, trombettista statunitense († 2000)
- 26 novembre - Giuliana Minuzzo, sciatrice alpina italiana († 2020)
- 26 novembre - Adolfo Pérez Esquivel, pacifista argentino
- 26 novembre - Adrianus Simonis, cardinale e arcivescovo cattolico olandese († 2020)
- 27 novembre - Bruna Corrà, attrice italiana († 2015)
- 27 novembre - Bruno Favalli, ex calciatore italiano
- 27 novembre - Geoffrey Jones, regista britannico († 2005)
- 27 novembre - Enrico Manca, giornalista e politico italiano († 2011)
- 27 novembre - Jacob Ziv, ingegnere israeliano († 2023)
- 28 novembre - Jan Aronsson, calciatore svedese († 2016)
- 28 novembre - Giulio Cesare Gallenzi, politico italiano († 2020)
- 28 novembre - Dervla Murphy, avventuriera irlandese († 2022)
- 28 novembre - George Ramsay Cook, storico e docente canadese († 2016)
- 28 novembre - María Romano, ex schermitrice argentina
- 28 novembre - Tomi Ungerer, scrittore, illustratore e viaggiatore francese († 2019)
- 29 novembre - Nelly Borgeaud, attrice francese († 2004)
- 29 novembre - Wallace Broecker, climatologo e geologo statunitense († 2019)
- 29 novembre - Salvatore Di Pasquale, architetto italiano († 2004)
- 29 novembre - Shintarō Katsu, attore, produttore cinematografico e regista giapponese († 1997)
- 29 novembre - André Noyelle, ciclista su strada belga († 2003)
- 29 novembre - Jurij Vojnov, calciatore e allenatore di calcio sovietico († 2003)
- 30 novembre - Antonio Bonezzi, calciatore argentino († 1967)
- 30 novembre - Cotton Davidson, giocatore di football americano statunitense († 2022)
- 30 novembre - Jack Ging, attore statunitense († 2022)
- 30 novembre - Günther Herbig, direttore d'orchestra tedesco
- 30 novembre - Mino Martinazzoli, politico italiano († 2011)
- 30 novembre - Bruce C. Murray, geologo statunitense († 2013)
- 30 novembre - Umberto Serradimigni, allenatore di calcio e calciatore italiano († 2015)
- 30 novembre - Romila Thapar, scrittrice e storica indiana
- 30 novembre - Bill Walsh, allenatore di football americano statunitense († 2007)
- 30 novembre - Vital João Geraldo Wilderink, vescovo cattolico olandese († 2014)